# The Greatest Hits (film)
The Greatest Hits är en amerikansk drama- och komedifilm från 2024. Filmen är regisserad av Ned Benson som även skrivit filmens manus. Den är producerad av Michael London, Shannon Gaulding, Stephanie Davis, Cassandra Kulukundis och Benson. I huvudrollerna ses Lucy Boynton och David Corenswet.
Filmen hade världspremiär på filmfestivalen South by Southwest den 14 mars 2024 och hade premiär på strömningstjänsten Disney+ den 12 april samma år.

## Handling
Filmen kretsar kring Harriet som upptäcker att vissa sånger kan föra henne tillbaka i tiden. Hon återupplever historien genom glada minnen av sin tidigare pojkvän som samtidigt krockar men ett nytt kärleksintresse i nutid, och ställs inför dilemmat om hon bör ändra på det förflutna eller inte.

## Rollista (i urval)
- Lucy Boynton – Harriet
- David Corenswet – Harriets expartner
- Justin H. Min
- Jackson Kelly
- Austin Crute
- Rory Keane
- Jackson Kelly
- Andie Ju
- Tom Yi